# System Integrujący Urządzenia Przeciwpożarowe
System Integrujący Urządzenia Przeciwpożarowe (SIUP) – system przeznaczony do monitorowania i sterowania systemami ochrony technicznej oraz zarządzania bezpieczeństwem obiektów. Może realizować lokalny nadzór nad wszelkimi instalacjami i urządzeniami w jednym lub wielu rozproszonych obiektach.
Zadaniem systemu integrującego urządzenia przeciwpożarowe jest umożliwienie integracji, wizualizacji, sterowania i zarządzania instalacjami ochrony przeciwpożarowej oraz innymi instalacjami ochrony technicznej różnych producentów w ramach jednej platformy sprzętowo-programowej.
Przykładem systemu integrującego urządzenia przeciwpożarowe SIUP jest system Gemos.

## Różnica pomiędzy SIUP a PSIM
System integrujący urządzenia przeciwpożarowe jest systemem nadrzędnym względem urządzeń i systemów przeciwpożarowych, który nadzoruje i kontroluje ich pracę. SIUP umożliwia również wykonywanie ręcznych sterowań, nawet podczas akcji pożarowej. W szczególności, po spełnieniu odpowiednich warunków certyfikacyjnych, system PSIM może pełnić funkcję SIUP-a. Podstawowymi wymaganiami, które odróżniają SIUP-a od zwykłego PSIM-a, są współpraca z systemami przeciwpożarowymi oraz ściśle określona warstwa sprzętowa, która obejmuje wszystkie komponenty wchodzące w skład SIUP-a (takie jak serwery, elementy łączy danych, zasilania, obudowy itd.).